# Chaerophyllum shahvaricum
Chaerophyllum shahvaricum är en flockblommig växtart som beskrevs av Karl Heinz Rechinger. Chaerophyllum shahvaricum ingår i släktet rotkörvlar, och familjen flockblommiga växter. Inga underarter finns listade i Catalogue of Life.